# Catena Jôf Fuârt-Montasio
La Catena Jôf Fuart-Montasio (Greben Viš-Špik nad Policami in sloveno) è una breve dorsale montuosa delle Alpi Giulie che si trova in Italia (Friuli-Venezia Giulia, provincia di Udine) prendendo il nome dalle due montagne più significative (Jôf Fuart e Jôf di Montasio).

## Collocazione

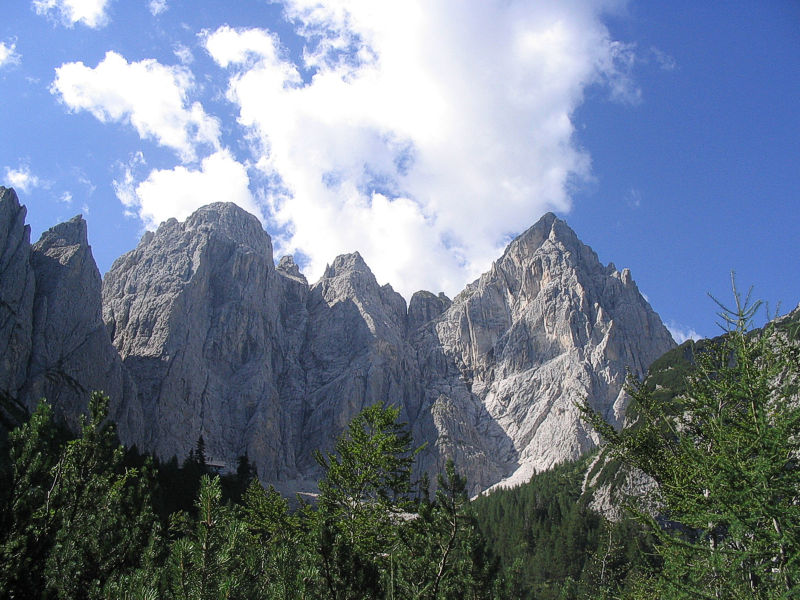
Il gruppo del Jôf Fuart

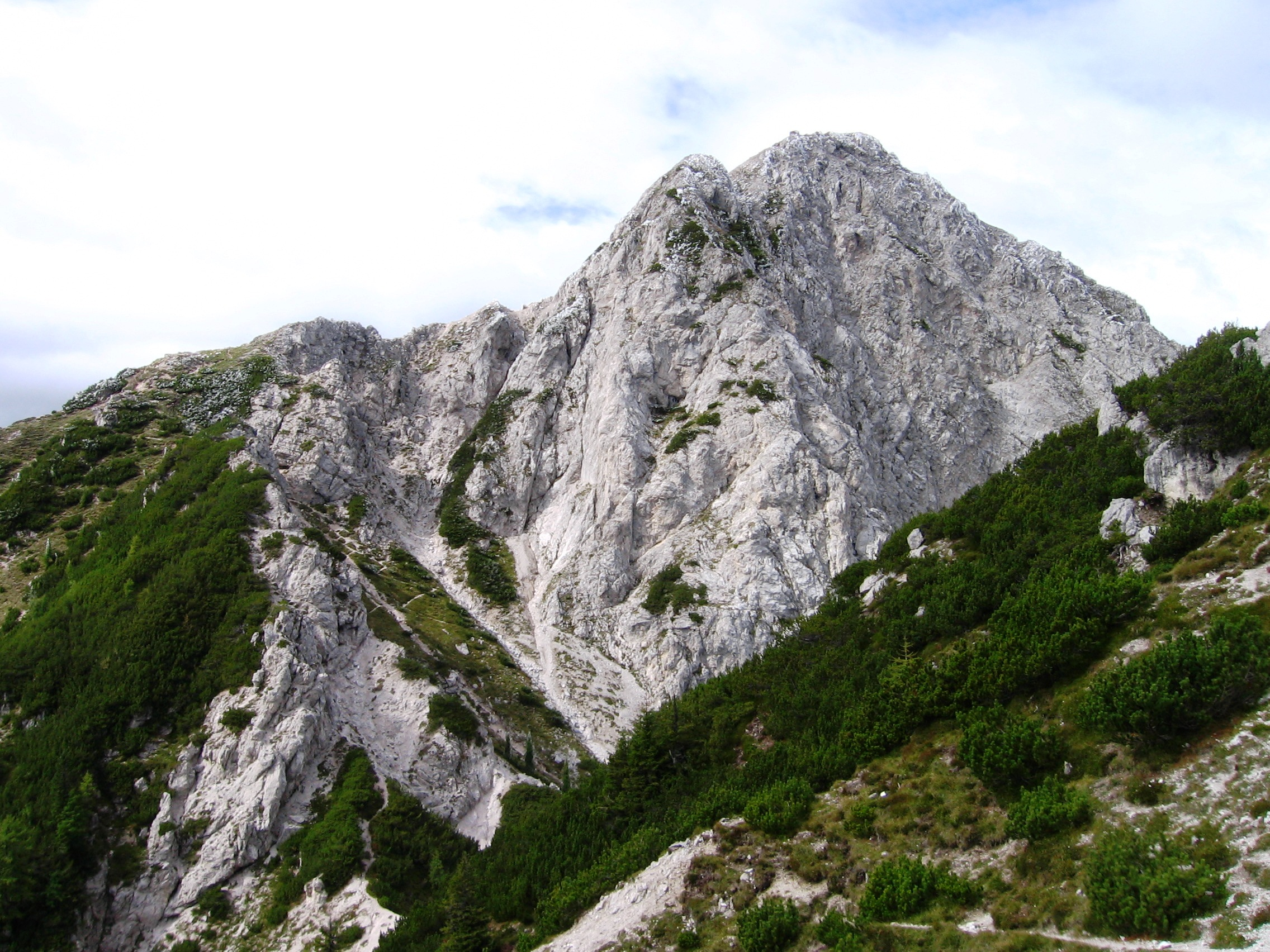
Jôf di Miezegnot

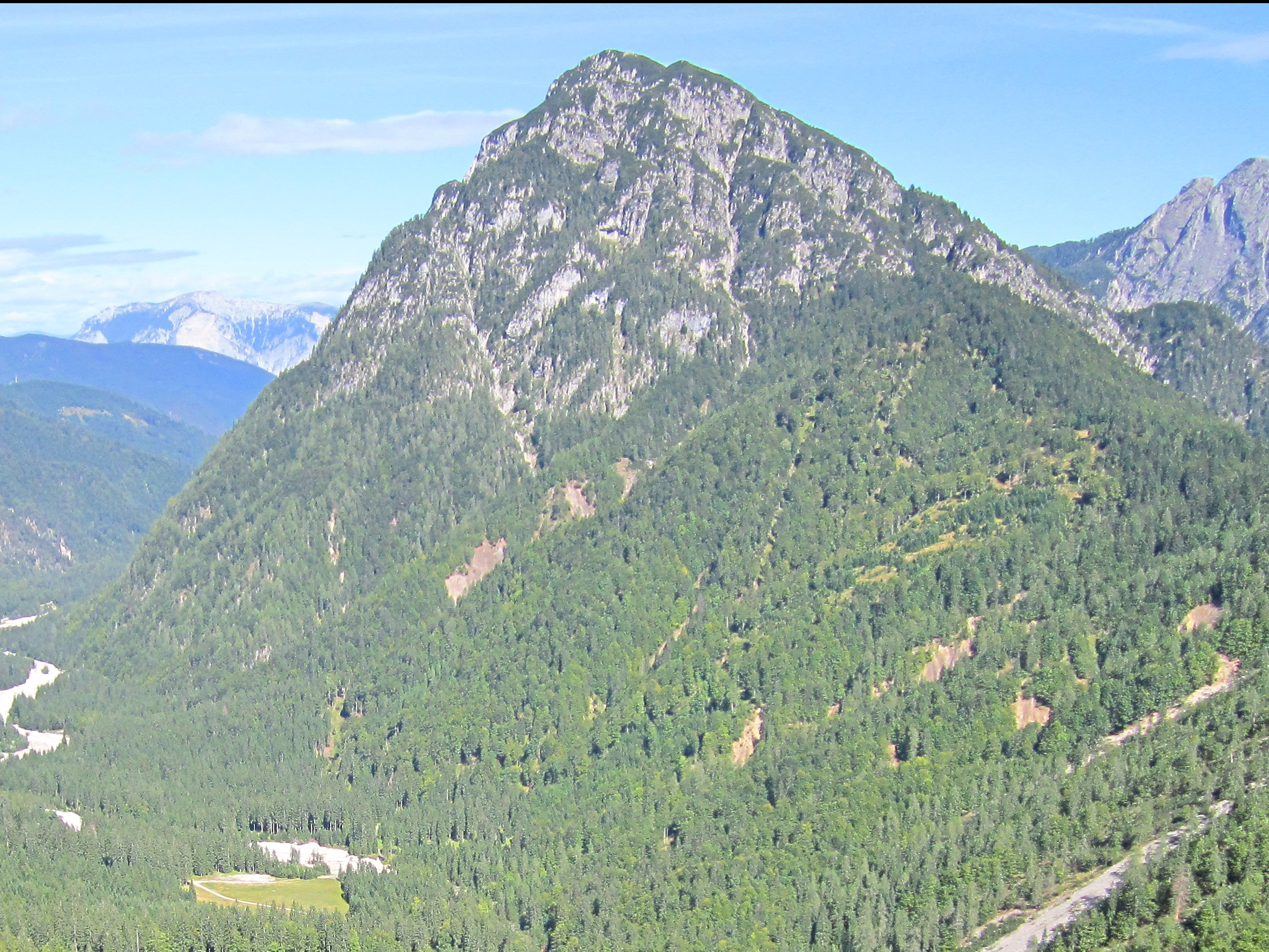
Monte Re

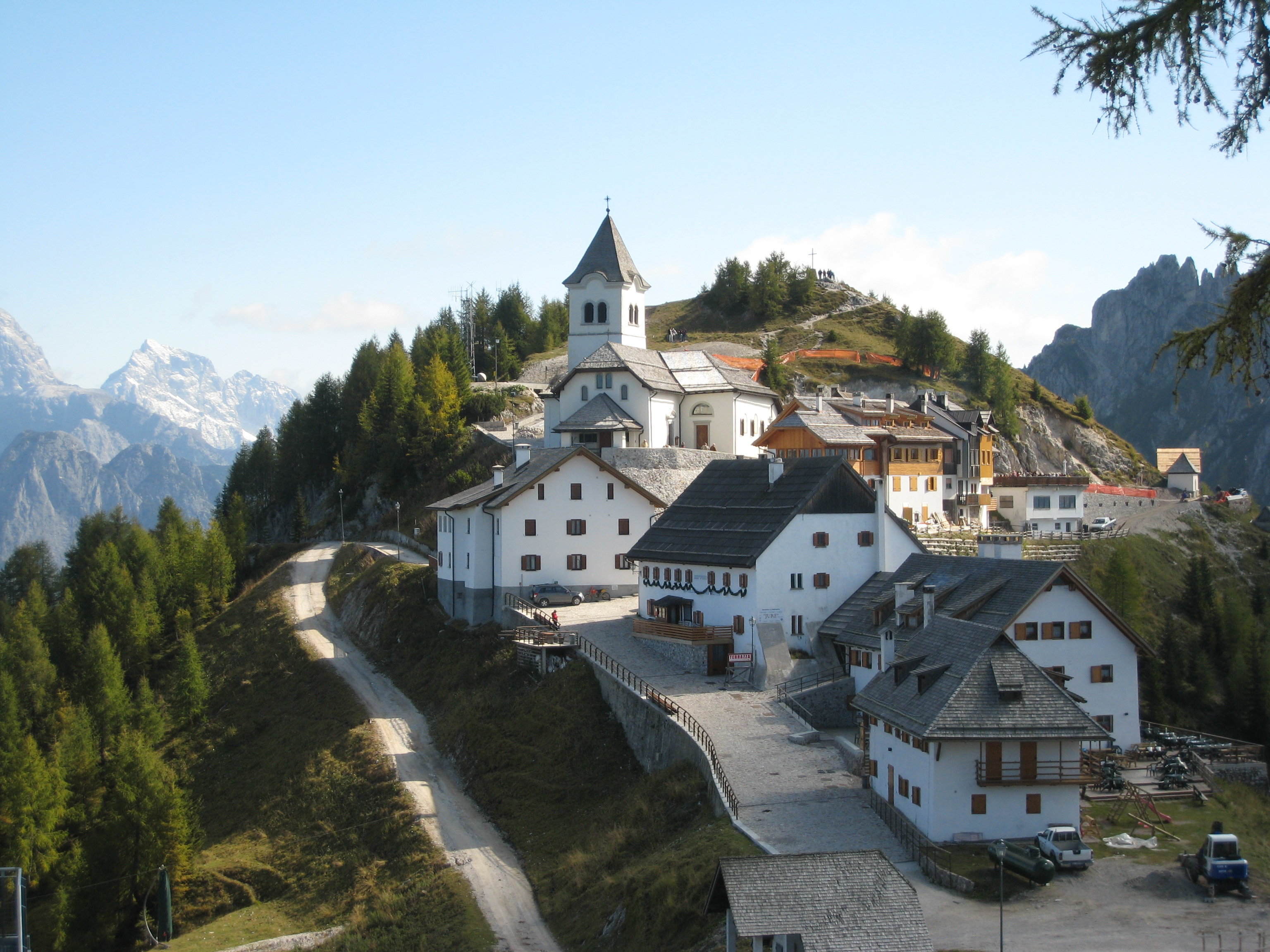
Monte Santo di Lussari

Secondo le definizioni della SOIUSA la Catena Jôf Fuart-Montasio ha i seguenti limiti geografici: Sella di Camporosso, Val Canale, Val Rio del Lago, Sella Nevea, Val Raccolana, Canal del Ferro. Essa raccoglie la parte nord-occidentale delle Alpi Giulie.

## Classificazione
La SOIUSA definisce la Catena Jôf Fuart-Montasio come un supergruppo alpino e vi attribuisce la seguente classificazione:
- Grande parte = Alpi Orientali
- Grande settore = Alpi Sud-orientali
- Sezione = Alpi e Prealpi Giulie
- Sottosezione = Alpi Giulie
- Settore di sottosezione = Alpi Giulie Occidentali[1]
- Supergruppo = Catena Jôf Fuart-Montasio
- Codice =  II/C-34.I-A

## Suddivisione
La Catena Jôf Fuart-Montasio viene suddivisa in due gruppi e cinque sottogruppi:
- Gruppo dello Jôf Fuart (1)
  - Sottogruppo dello Jôf Fuart (1.a)
  - Sottogruppo del Riobianco (1.b)
- Gruppo del Montasio (2)
  - Sottogruppo del Montasio (2.a)
  - Sottogruppo del Monte Cimone (2.b)
  - Costiera Jôf di Dogna-Monte Piper-Jôf di Miezegnot (2.c)

## Montagne
Le montagne principali appartenenti alla Catena Jôf Fuârt-Montasio sono:
- Jôf di Montasio - 2.755 m
- Jôf Fuart - 2.666 m
- Foronon del Buinz - 2.531 m
- Alta Madre dei Camosci - 2.518 m
- Cima di Rioffeddo - 2.507 m
- Cima Castrein - 2.502 m
- Monte Cimone - 2.379 m
- Jof di Miezegnot - 2.087 m
- Cima del Cacciatore - 2.071 m
- Monte Piper - 2.069 m
- Cima Due Pizzi - 2.046 m
- Jôf di Miez - 1.967 m
- Jôf di Dogna - 1.961 m
- Monte Re - 1.912 m
- Jôf di Miezdì - 1.890 m
- Monte Santo di Lussari - 1.790 m